# 세계와 세계의 한 가운데서
《세계와 세계의 한 가운데서》(世界と世界の真ん中で, 세카이-토 세카이-노 몬나카－데）는 Lump of Sugar의 2013년 8월 작 에로게다. 원화는 동사의 작품인 관계로 모에키바라 후미타케가 계속 맡고 있다. 다만 시나리오 부분에서는 세로리등 외주 인력이 추가로 참여했다.

## 개요
에로게 메이커, Lump of Sugar가 계속해서 제작하고 있는 모에계의 에로게. 히로인 중 한명의 특징이 수인이라는 점을 광고하고 있으며, 동사가 자랑하는 캐릭터 모에를 집필하고 있는 테츠진의 집필이라는 점도 특징. 또한 모에키바라 후미타케의 아름다운 원화도 이 에로게의 볼 거리.

## 등장인물
- 오우미 코코로
- 츠키타케 미노리
- 시라토리 아이라
- 아야네 하루카

## 같이 보기
- Lump of Sugar